# Vuorenpykälä
Vuorenpykälä este o arie protejată (arie specială de conservare — SAC, sit de importanță comunitară — SCI) din Finlanda întinsă pe o suprafață de 46 ha, integral pe uscat.

## Localizare
Centrul sitului Vuorenpykälä este situat la coordonatele 61°10′56″N 23°24′43″E / 61.1822°N 23.4119°E.

## Înființare
Situl Vuorenpykälä a fost declarat sit de importanță comunitară în iunie 2005 pentru a proteja un număr necunoscut de specii din flora spontană și fauna sălbatică aflate în arealul zonei. Situl a fost protejat și ca arie specială de conservare în aprilie 2015.

## Biodiversitate
Situată în ecoregiunea boreală, aria protejată conține 3 habitate naturale: Taiga vestică, Păduri fino-scandinave bogate în ierburi cu Picea abies, Mlaștini împădurite.
La baza desemnării sitului se află un număr nedeclarat de specii protejate.